# Зелений (притока Ібри)
Зелений — річка в Україні, у Любарському й Чуднівському районах Житомирської області, права притока річки Ібр.

## Опис
Довжина річки 10 км. Площа басейну 28,1 км².

## Розташування
Бере початок на південному заході від села Меленці. Тече переважно на південний схід у межах сіл Великобраталівське та Великий Браталів. На околиці села Красногірка впадає в річку Ібр, притоку Тетерева.